# Lovetheme
Lovetheme es una función instrumental del grupo inglés de música electrónica Depeche Mode compuesta por Martin Gore, publicada en el álbum Exciter de 2001.

## Descripción
Tras haber introducido en el álbum Ultra curiosos interludios instrumentales basados en el sonido trip hop de Bristol, en Exciter se retomó ésta suerte de pausas en el álbum junto con Easy Tiger, en el caso del Lovetheme sentado sobre un sonido más cercan al Jazz, alejado del sonido trip hop de esos y del experimentalismo de los interludios ocultos en los álbumes Music for the Masses, Violator y Songs of Faith and Devotion que más hubiesen parecido bromas inentendibles de DM.
La primera palabra para describir el Lovetheme es suavidad, después de todo los títulos de los instrumentales se eligen de acuerdo al sentimiento que generen, y Lovetheme se traduce sencillamente y de modo literal como Tema de Amor. Así, es un tema sumamente minimalista comenzando por una base electrónica de percusión apagada, seguida de una base de tipo fantasmal cambiante, y una percusión de caja de ritmos, aderezado al poco con efectos que se diluyen, una especie de voz distorsionada, y todo concluye con unas cuantas notas de piano rompiendo con el esquema general que había planteado el conjunto de elementos electrónicos.
A diferencia de los del álbum Exciter, está basado en un sonido más synth pop, mucho más cercano a los estándares tradicionales del grupo como representante del género, igual que Easy Tiger, donde lo que resalta es la cualidad electrónica alejado de acompañamientos orgánicos que por cierto lucen buena parte de las piezas del álbum; una suerte de fugaz ejercicio retrospectivo para DM haciendo de puente entre la canción más dura de la colección y la más sentida balada.
Lovetheme no ha sido interpretado en directo por DM.
- Datos: Q5981667